# StEG I 170–177
Die StEG I 170–177 waren Engerth-Lokomotiven der Staats-Eisenbahn-Gesellschaft (StEG), einer privaten Eisenbahngesellschaft Österreich-Ungarns.
Die StEG bestellte diese acht Triebfahrzeuge 1863 bei ihrer eigenen Fabrik.
Sie bekamen die Betriebsnummern 170–177 und die Namen ANINA, NERA, LAGERDORF, SZOLNAK, AROSZBAMAS, SZÖRÖGH, SZT. ENDRE und TETRINIA.
Ab 1873 erhielten sie die Betriebsnummern 57–64 und gehörten der Kategorie IVg' an.
Als 1897 die ungarischen Strecken der StEG verstaatlicht wurden, kamen die noch vorhandenen acht Stück zur MÁV als TIIa 1341–1348, später Reihe 268.